# Lygippus abdominalis
Lygippus abdominalis is een hooiwagen uit de familie Assamiidae.